# Ginásio Joaquim Prestes
O Ginásio Municipal de Esportes Prefeito Joaquim Prestes ou Ginásio Joaquim Prestes, é um ginásio de esportes da cidade de Guarapuava, no Paraná, e utilizado pela equipe do Clube Atlético Deportivo nos jogos pela Liga Futsal e pelo Campeonato Paranaense de Futsal. Também é usado pela Associação Guarapuava de Futsal Feminino em seus jogos pelo campeonato paranaense.

## Fatalidade
Em 2010, o jogador do Clube Atlético Deportivo, Robson Rocha, faleceu após efetuar um lance e um pedaço da quadra, que é de madeira, se soltar e perfurar a perna do jogador, causando-lhe hemorragia. Apos o acidente, o ginásio foi interditado e a quadra de madeira foi removida.